# Cleocnemis rudolphi
Cleocnemis rudolphi är en spindelart som beskrevs av Cândido Firmino de Mello-Leitão 1943. 
Cleocnemis rudolphi ingår i släktet Cleocnemis och familjen snabblöparspindlar. Inga underarter finns listade i Catalogue of Life.